# Blumen-Hanisch

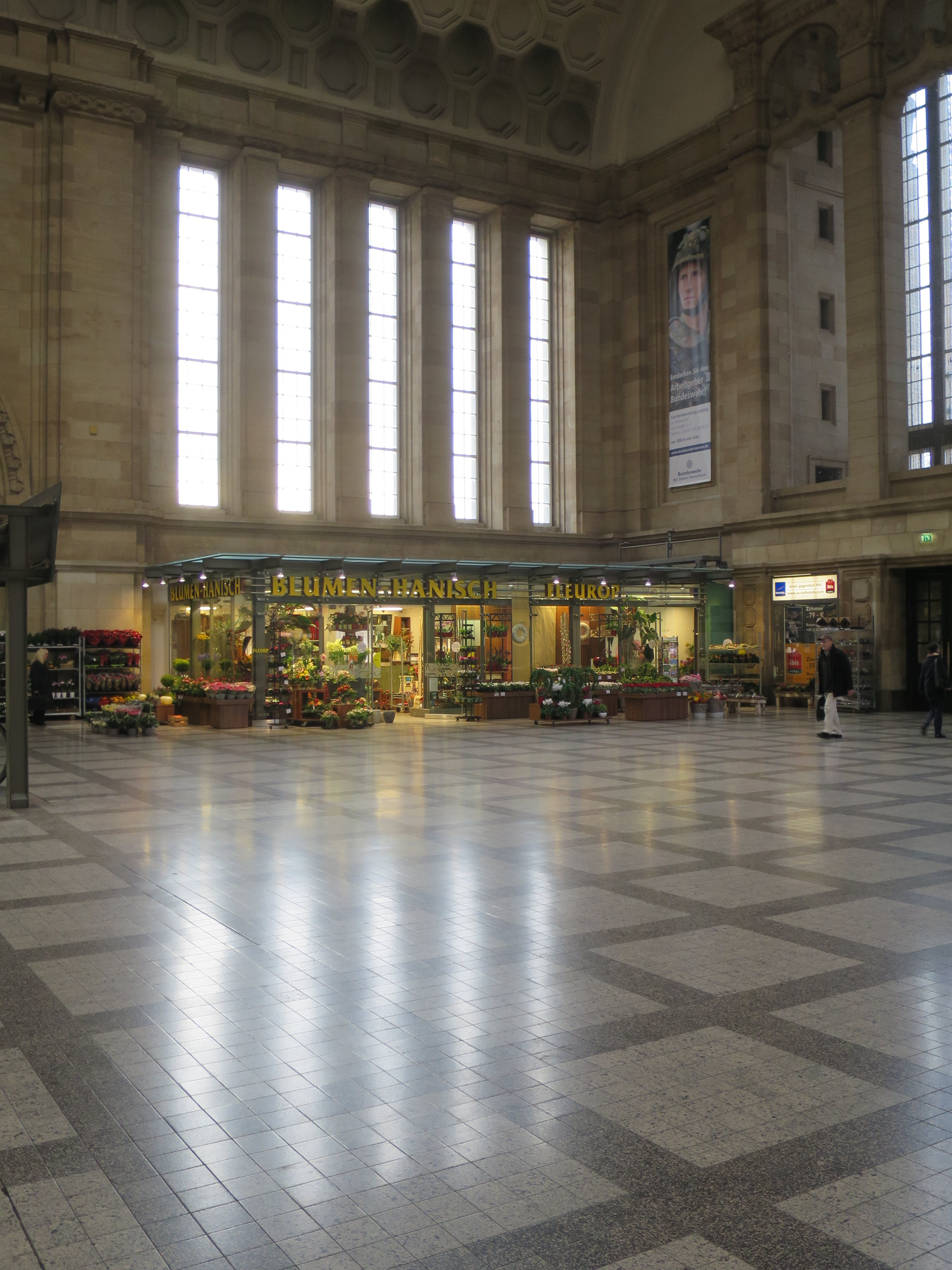
Blumen-Hanisch in der Westhalle des Leipziger Hauptbahnhofs

Blumen-Hanisch  (offiziell: J.C. Hanisch Halle GmbH) ist ein Traditions-Familienunternehmen in sechster Generation, das im Blumen-Einzelhandel mit Niederlassungen in den Hauptbahnhöfen von Frankfurt am Main, Leipzig und Halle (Saale) tätig ist.

## Geschichte
In Wittenberg wurde 1793 durch die Familie Hanisch eine Gärtnerei gegründet, die allerdings die Zerstörungen der Befreiungskriege nicht überstand. 1836 gründete Johann Christian Hanisch (1793–1857) dann eine „Kunst- und Handelsgärtnerei“ an der Dresdner Straße in Leipzig. Er hatte seine Lehrzeit in der Gärtnerei des königlichen Schlosses Pretzsch absolviert und stand anschließend als Gärtner und später als Obergärtner in den Diensten der Stadt Leipzig. Nach seinem Tod 1857 übernahm sein Sohn Carl Julius Harnisch (1819–1893) den väterlichen Gärtnereibetrieb. Er hatte seine Lehre in der Gärtnerei des Schlosses Dresden absolviert. 1882 ernannte ihn König Albert von Sachsen zu seinem Hoflieferanten. 1885 eröffnete er eine Verkaufsstelle in der Grimmaischen Straße, die 58 Jahre bestehen sollte, bevor sie in einem Luftangriff im Zweiten Weltkrieg zerstört wurde. Deren Leiterin war Elisabeth Erdmann (1862–1936).
In dritter Generation trat Carl Wilhelm Hanisch (1854–1912) 1876 als Teilhaber in den elterlichen Betrieb ein. Zuvor hatte er in Gärtnereien in Belgien, Frankreich und Großbritannien gelernt. Er errichtete einen modernen Gärtnereibetrieb an der Zweinaundorfer Straße. Die Gewächshäuser wurden mit einer Warmwasserheizung temperiert, die aus einem eigenen Heizkraftwerk gespeist wurde. Zu dem Areal gehörte auch eine Villa. Er exportierte seine Pflanzen europaweit, u. a. bis St. Petersburg. Auf Ausstellungen wurden seine Erzeugnisse mit Preisen bedacht, etwa dem „Großen Staatspreis“ in Dresden. Er wurde mit dem Blumenschmuck bei der Einweihung des Reichsgerichts, des Neuen Rathauses in Leipzig und der 500-Jahr-Feier der Universität Leipzig beauftragt. 1890 heiratete Carl Wilhelm Hanisch die Leiterin seiner Verkaufsstelle in der Leipziger Innenstadt, Elisabeth Erdmann. Sie führte das Geschäft nach dem Tod ihres Mannes weiter, vor allem während des Ersten Weltkriegs, als ihre beiden Söhne zum Militär eingezogen waren. Der Blumenschmuck anlässlich der Einweihung des neuen Leipziger Hauptbahnhofs durch König Friedrich August III. von Sachsen stammte von ihr. 1912 eröffnete sie dort in der Westhalle, 1916 in der Osthalle je einen Blumenkiosk. 1921 übergab Elisabeth Hanisch das Geschäft an ihren Sohn Alfred.
Alfred Hanisch (1895–1976) gewann neue Käuferkreise, nachdem er sich entschieden hatte, auch preiswertere Blumen-Arrangements anzubieten. Er war damit sehr erfolgreich und alle Filialen, sowohl in der Stadt als auch im Hauptbahnhof mussten erweitert werden. 1936 waren bei Blumen-Hanisch etwa 150 Mitarbeiter beschäftigt. 1943 wurden alle Verkaufsstellen durch Bombenangriffe zerstört. Noch während des Krieges wurde im Stadtzentrum eine provisorische Verkaufsstelle eröffnet und nach dem Krieg, 1949, eine renovierte Verkaufsfläche am Augustusplatz, gegenüber der Universitätskirche, mit 2.000 m² bezogen. Aufgrund der sozialistischen Wirtschaftspolitik musste Alfred Hanisch sein Geschäft aber in den 1950er Jahren nach und nach reduzieren. Er wich in den Westen Deutschlands aus und eröffnet am 1. Januar 1956 ein Blumengeschäft im Frankfurter Hauptbahnhof. Das war zunächst eine nur 3 m² große Verkaufsstelle. 1958 bezog das Unternehmen dann Räume an der Nordseite der Haupthalle des Frankfurter Hauptbahnhofs, Räume, in denen das Geschäft noch heute betrieben wird. Blumen-Hanisch ist damit (einschließlich der Anbieter der Bahn, ohne den Zugverkehr) der Dienstleister im Frankfurter Hauptbahnhof, der sich am längsten an seinem heutigen Standort befindet. 2006 wurden die Verkaufsräume grundlegend renoviert.
1993, nach der Wende, kehrte Blumen-Hanisch in den Leipziger Hauptbahnhof zurück. Das damals dort renovierte Geschäft musste allerdings dem Bahnhofsumbau weichen. Sowohl in der Ost- wie in der Westhalle des Bahnhofs wurden dann neue Verkaufsstellen geschaffen. 2006 wurde eine weitere Filiale im Hauptbahnhof  Halle (Saale) eröffnet.
Seit 2019 existiert im Leipziger Hauptbahnhof nur noch die Filiale in der Westhalle.